# Міхіл Бартман
Міхіл Бартман (нід. Michiel Bartman, 19 травня 1967) — нідерландський академічний веслувальник.
Олімпійський чемпіон 1996 року в складі вісімки, срібний призер 2000 (парні четвірки), 2004 (вісімки) років.